# Sheffield-Henderson

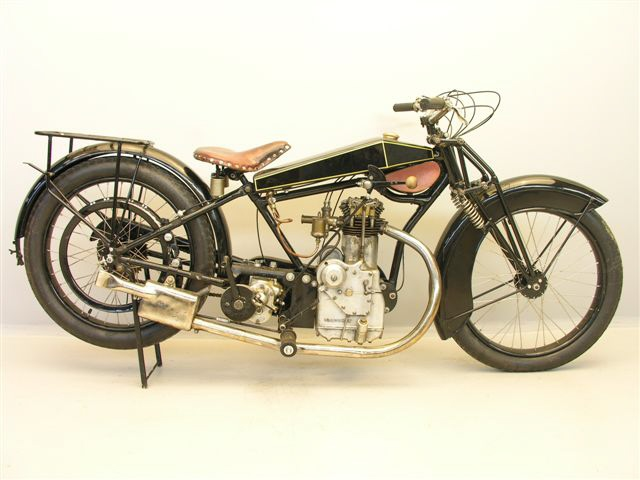
Sheffield-Henderson (350 cc Bradshaw) uit 1922. Omdat Sheffield-Henderson het gereedschapskastje achter het balhoofd plaatste, moest het frame aangepast worden en ook de tank. Hierdoor ontstond ongewild een vroege versie van de zadeltank

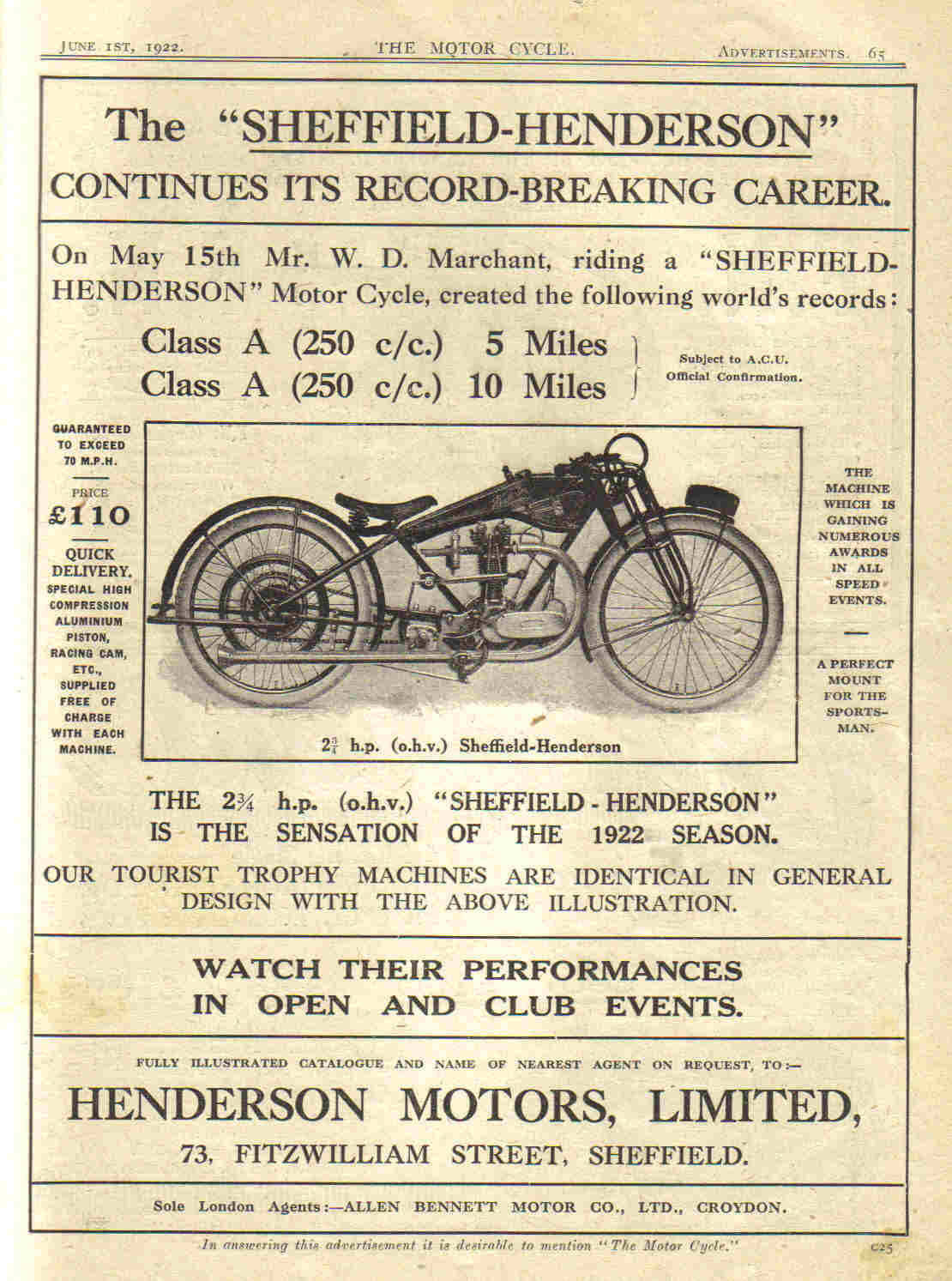
Advertentie voor de 250 cc-modellen uit 1922

Sheffield-Henderson is een historisch merk van motorfietsen.
Henderson Motors, Aero Works, Sheffield (1919-1923).
Dit bedrijf van Leonard B. Henderson was eigenlijk een Engelse zijspanfabriek, die vanaf 1919 ook motorfietsen met 498 cc zijklepmotoren en later 346 cc kopkleppers leverde. De motorblokken kwamen bijna allemaal van Blackburne, maar een enkele keer werd ook de oliegekoelde Bradshaw-motor ingebouwd.